# Álex de la Iglesia
Álex de la Iglesia, nome artístico de Alejandro de la Iglesia Mendoza (Bilbau, 4 de dezembro de 1965), é um realizador espanhol.

## Filmografia

### Como realizador
- 1991 Mirindas asesinas (curta-metragem)
- 1993 Acción mutante
- 1995 El día de la Bestia
- 1997 Perdita Durango
- 1999 Muertos de risa
- 2000 La comunidad
- 2000 Enigma en el bosquecillo (curta-metragem)
- 2002 800 balas
- 2004 Crimen ferpecto
- 2006 El código (curta-metragem)
- 2006 La Habitación del Niño
- 2008 Los crímenes de Oxford
- 2010 Balada triste de trompeta
- 2011 La chispa de la vida
- 2013 Las brujas de Zugarramurdi
- 2014 Messi
- 2015 Mi gran noche
- 2016 El bar

### Como produtor
- 2014 Musarañas de Juan Fernando Andrés e Esteban Roel
- 2015 Los héroes del mal de Zoe Berriatúa

### Como actor
- 2004 Los increíbles (dobragem): El Socavador (John Ratzenberger)
- 2009 Spanish Movie: Trilero
- 2010 Toy Story 3 (dobragem): Mantis Man (John Cygan)
- 2012 ¡Rompe Ralph! (dobragem): M. Bison (Gerald C. Rivers)
- 2016 Angry Birds: la película (dobragenm): Leonard (Bill Hader)